# Códice Arundel

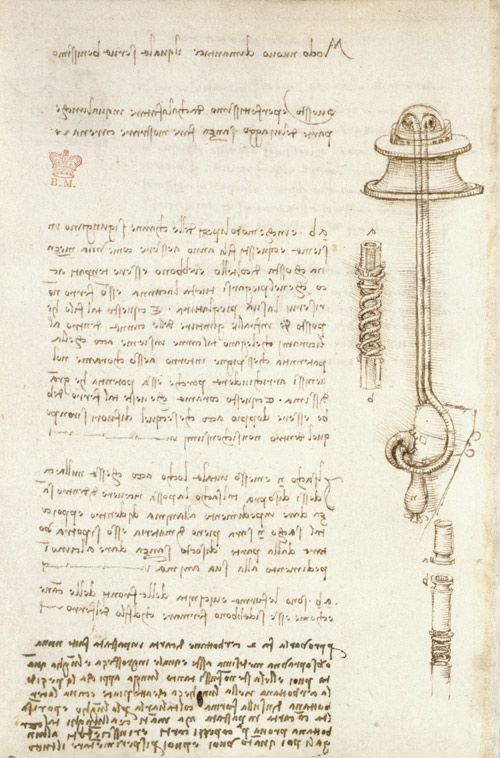
Fol 24v del Códice Arundel: estudio de un aparato de respiración submarina para submarinistas

El Códice Arundel, ( Biblioteca Británica, Arundel, 263) es una colección encuadernada de páginas de notas escritas por Leonardo da Vinci y que datan mayoritariamente entre 1480 y 1518. El códice contiene una serie de tratados sobre una variedad de temas, incluyendo mecánica y geometría. El nombre del códice proviene del conde de Arundel, que lo adquirió en España en la década de 1630. Forma parte de la British Library Arundel Manuscripts.

## Descripción
El manuscrito contiene 283 hojas de papel de diferentes tamaños, la mayoría de ellas aproximadamente 22 cm x 16 cm. Sólo algunas de las hojas están en blanco. Dos folios, 100 y 101, se numeraron incorrectamente dos veces. El códice es una colección de manuscritos de Leonardo originarios de cada período de su vida laboral, un período de 40 años. años de 1478 a 1518. Contiene breves tratados, notas y dibujos sobre una variedad de temas, desde la mecánica hasta el vuelo de los pájaros. Del texto de Leonardo, parece que reunió a las páginas, con la intención de ordenarlas y posiblemente publicarlas. Leonardo utilizaba habitualmente una sola hoja de papel para cada tema, de modo que cada folio se presentaba como un pequeño tratado cohesionado sobre un aspecto del tema, repartido en el reverso y en frente de una serie de páginas. Esta disposición se ha perdido por los encuadernadores de libros posteriores que han cortado las hojas en páginas y las han colocado unas sobre otras, separando así muchos temas en diversas secciones y dando lugar a una disposición que parece aleatoria.
Es similar al Códice Leicester o al Codex Urbinas, que también son una recopilación de notas, diagramas y esbozos. El Códice Arundel es reconocido como el segundo en importancia después del Códice Atlanticus.

## Historia
La obra en su conjunto fue escrita en Italia a finales del XV y principios del siglo XVI. La mayoría de las páginas se pueden datar entre 1480 y 1518.
El manuscrito fue comprado a principios del siglo XVII por Thomas Howard, segundo conde de Arundel (1585–1646), coleccionista de arte y político. Su nieto, Henry Howard, sexto duque de Norfolk (1628–1684), le presentó a la recién fundada Royal Society en 1667. El manuscrito fue catalogado por primera vez en 1681 por William Perry, un bibliotecario, como cuaderno científico y matemático.
Fue comprado por el Museo Británico en la Royal Society junto con otros 549 manuscritos de Arundel (la mitad de la colección de Arundel) en 1831. Fue catalogado por el Museo Británico en 1834. Permaneció en la Biblioteca Británica como MS Arundel 263 cuando la biblioteca se separó del Museo Británico en 1973.
El facsímil más reciente se publicó en 1998. El 30 de enero de 2007, el manuscrito pasó a formar parte del proyecto "Turing the Pages" de la British Library, cuando fue digitalizado junto con el Códice Leicester, y estuvo disponible en el formato 2.0.
Estos dos manuscritos de cuadernos de Leonardo se hallan reunidos online.